# 伊奈昭綱
伊奈昭綱（生年不詳—1600年10月17日）是安土桃山時代的武將。德川氏家臣。父親是伊奈昭忠。

## 生平
生年不詳，家中次男。因為哥哥昭應沒有嗣子，於是成為其養子，並繼承家督。天正18年（1590年），在小田原征伐時從軍。在德川家康移封關東地方時，被賜了2千5百石。慶長5年（1600年），在會津征伐時，作為問罪使，被派遣到與家康對立的上杉景勝之下。
在關原之戰後，成為山城國日岡的關守衛。在福島正則派遣家老佐久間嘉右衛門以使者身份謁見身在伏見城的家康時，家人因為嘉右衛門沒有通行証，於是禁止其通過，嘉右衛門折返後，因為顏面盡失而自殺，正則把嘉右衛門的首級送予家康，並要求此事的責任者（昭綱）切腹，於是受家康所命，把迫嘉右衛門折返的家人處刑，其將其首級送予正則，但是正則不接受，於是受家康所命，最後切腹，首級被送到正則之下（一說此事成為後來福島正則被改易的遠因）。

## 外部連結
- 武家家伝＿伊奈氏（页面存档备份，存于）